# Vällinge kapell
Vällinge kapell, även Vällinge brukskyrka, är en kyrkobyggnad vid Vällingevägen i Vällinge i Salems kommun.
Under 1530-talet ägdes området av bönder, men inlöstes efter hand av Kronan. År 1623 grundades på platsen ett mässingsbruk, som ägdes av staten. I början av 1700-talet övergick det i privat ägo. Under åren 1657-1778 arbetade vid Vällinge sjutton brukspredikanter med fast lön. 
Salems församling använder kapellet till några gudstjänster varje år, bland annat under midsommarhelgen.

## Kyrkobyggnaden
På 1650-talet byggdes ett tillfälligt kapell och en klockstapel. År 1679 uppfördes nuvarande kyrkobyggnad av Henrik Rosenström. Det är idag den enda byggnaden som finns kvar från brukstiden. Kapellets arkitektur i barockstil ritades av Nicodemus Tessin d.ä. och är en av få kyrkor i Sverige med koret mot väst. År 1881 restaurerades kyrkan genom kammarherren Johan Otto Blomstedts försorg. Han hade förvärvat Vällinge 1872.

## Inventarier
En ljuskrona som tidigare hängt i Kungsholms kyrka, även kallad Ulrika Eleonora kyrka, uppsattes 1881 i samband med Blomstedts renovering.

### Orgel
Kapellet innehåller en orgel från 1700-talets senare del. Fasaden kröns av en vasakärve, vilket kan tyda på att orgeln ursprungligen byggts för någon kunglig persons räkning. Den insattes i Salems kyrka 1781, men flyttades 1855 till sin nuvarande plats (Vällinge kapell) på initiativ av major K. F. König, som då ägde Vällinge gård. Efter dennes död 1858 lät den nye ägaren riva ut all inredning och kapellet gjordes om till sädesmagasin. På 1930-talet vandaliserades orgeln av AK-arbetare, som var inkvarterade på gården. 1945 eller 1946 blev den iståndsatt med nya pipor till tre stämmor av Anders Holmberg, Stockholm, han renoverade även orgeln. 
| Manual       | Pedal   |
| Gedakt 8’    | Bihängd |
| Principal 4' |         |
| Flageolet 2' |         |